# Artesia (California)
Artesia, fundada en 1959, es una ciudad ubicada en el condado de Los Ángeles en el estado estadounidense de California. En el año 2008 tenía una población de 16 380 habitantes y una densidad poblacional de 3909.7 personas por km².

## Geografía
Artesia se encuentra ubicada en las coordenadas 33°52′2″N 118°4′50″O / 33.86722, -118.08056. Según la Oficina del Censo, la ciudad tiene un área total de 4,2 km² (1,6 mi²), de la cual 4,2 km² (1,6 mi²) es tierra y 0 km² (0 mi²) (0%) es agua.

### Localidades adyacentes
El siguiente diagrama muestra a las localidades en un radio de 16 kilómetros (9,9 mi) de .

## Demografía
Según la Oficina del Censo en 2007 los ingresos medios por hogar en la localidad eran de $ 44 500, y los ingresos medios por familia eran $ 47 017. Los hombres tenían unos ingresos medios de $ 34 447 frente a los $ 25 256 para las mujeres. La renta per cápita para la localidad era de $ 15 763. Alrededor del 11.5 % de la población estaban por debajo del umbral de pobreza.

## Educación
El Distrito Escolar Unificado ABC gestiona escuelas públicas.

## Hermanamientos
- Lázaro Cárdenas, México
- Zacapu, México